# Dorge Kouemaha
Dorge Rostand Kouemaha (Loum, Camerún, 28 de junio de 1983) es un futbolista camerunés. Juega de delantero y se encuentra sin equipo.

## Clubes
| Club                          | País     | Año         |
| ----------------------------- | -------- | ----------- |
| Victoria United de Limbé      | Camerún  | 2004        |
| Aris FC                       | Grecia   | 2005        |
| FC Tatabánya                  | Hungría  | 2005 - 2007 |
| Debreceni VSC                 | Hungría  | 2007 - 2008 |
| MSV Duisburgo                 | Alemania | 2008 - 2009 |
| Club Brujas                   | Bélgica  | 2009 - 2013 |
| 1. FC Kaiserslautern (cedido) | Alemania | 2011 - 2012 |
| Eintracht Frankfurt (cedido)  | Alemania | 2012        |
| Gaziantepspor (cedido)        | Turquía  | 2013        |
| Adana Demirspor               | Turquía  | 2013 - 2014 |
| Lierse SK                     | Bélgica  | 2014 - 2015 |
| Denizlispor (cedido)          | Turquía  | 2015        |
| Foolad FC                     | Irán     | 2016        |
| RFCB Sprimont                 | Bélgica  | 2017        |
| KVK Westhoek                  | Bélgica  | 2017 - 2018 |